# Marc Botenga

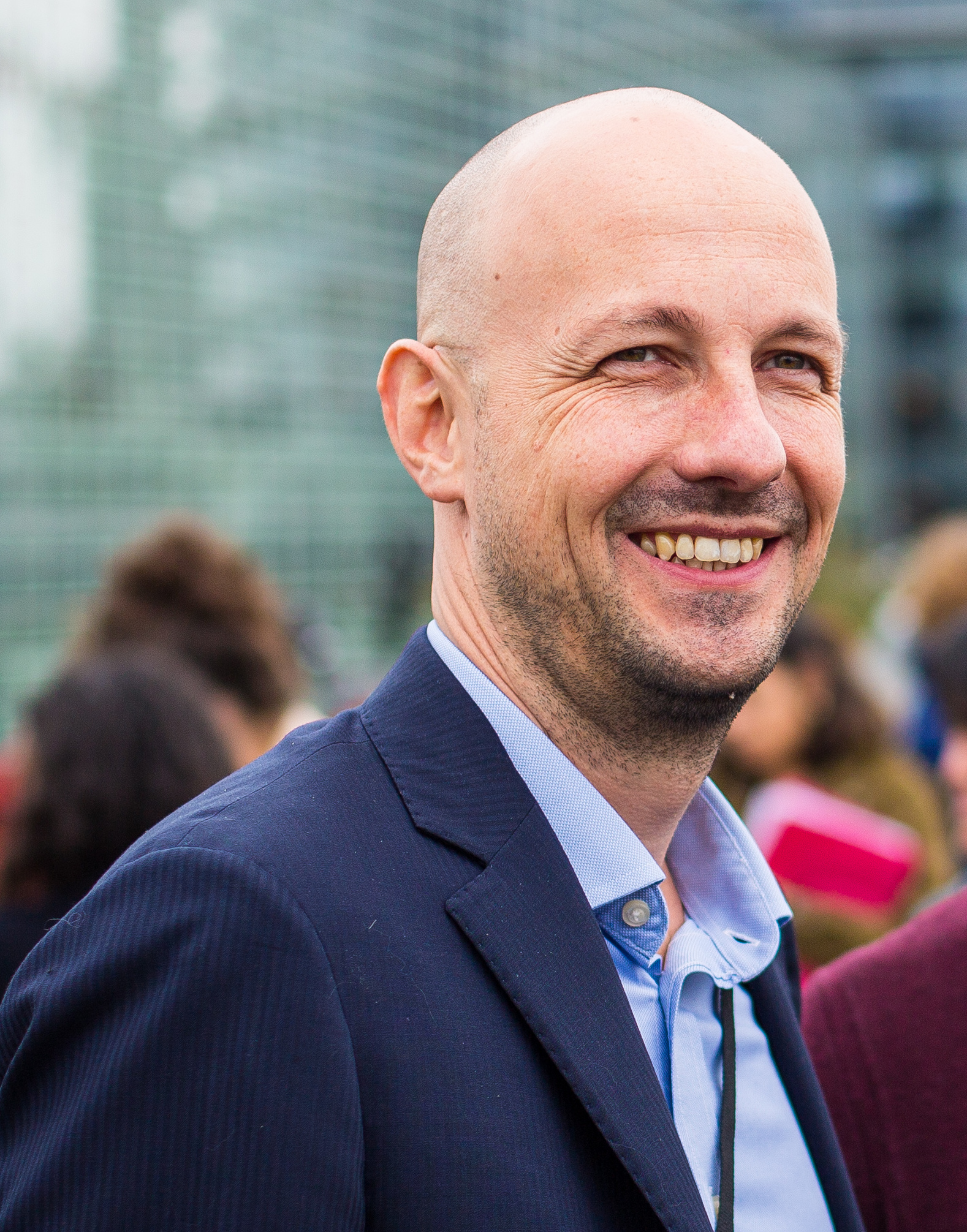
Marc Botenga (2019)

Marc Botenga (* 29. Dezember 1980 in Brüssel) ist ein belgischer Politiker der Partij van de Arbeid/Parti du Travail de Belgique. Seit der Europawahl 2019 ist er Mitglied des Europäischen Parlaments als Teil der Konföderalen Fraktion der Vereinten Europäischen Linken/Nordische Grüne Linke.

## Biografie

### Ausbildung und politisches Engagement
Botenga ist der Sohn eines Lehrerpaars. Er wuchs mehrsprachig auf und  absolvierte seine Schulausbildung in Laeken/Laken. Anschließend studierte er Jura an der Freien Universität Brüssel.
Botenga engagierte sich in früheren Jahren politisch, insbesondere im Bereich des Tierschutzes. 1998 kämpfte innerhalb der Studierendenbewegung für den Rücktritt des damaligen Innenministers Louis Tobback, nachdem die nigerianische Asylbewerberin Semira Adamu bei ihrer Ausweisung ums Leben gekommen war. Später beteiligte er sich an der Mobilisierung der Arbeiterschaft gegen die Schließung der Eisenhütte Forges de Clabecq. 2012 engagierte er sich in der NGO Médecine pour le Tiers-Monde (heute Viva Salud) und arbeitete mit kongolesischen Organisationen zusammen, die sich gegen ausländische multinationale Unternehmen wenden.

### Wirken in der PvdA/PTB
Im Zuge der Europäischen Wirtschaftskrise ab 2010, insbesondere der Auswirkungen auf Griechenland, begann sich Botenga stärker auf europäischer Ebene zu engagieren. Als Mitglied der Partij van de Arbeid/Parti du Travail de Belgique beteiligt er sich an Aktionen zur politischen Unterstützung Griechenlands. Seine Partei trat im Zuge dessen der Vereinigten Europäischen Linken bei, deren politischer Berater Marc Botenga 2016 wurde.
Für die Europawahl 2019 nominierte die Partij van de Arbeid/Parti du Travail de Belgique ihn auf den ersten Listenplatz. Insbesondere im wallonischen Wahlgremium gewann die Partei deutlich an Stimmen (+9,11 Prozent auf 14,59 Prozent; Gesamtbelgien +2,47 Prozent auf 3,51 Prozent), sodass die Partei erstmals in ihrer Geschichte mit Botenga einen Europaabgeordneten stellte. Botenga schloss sich der Konföderalen Fraktion der Vereinten Europäischen Linken/Nordische Grüne Linke an. Für die Fraktion ist er Mitglied im Ausschuss für Industrie, Forschung und Energie sowie stellvertretendes Mitglied im Ausschuss für Beschäftigung und soziale Angelegenheiten.
Nachdem er bei der Europawahl 2024 wiedergewählt wurde, ist er in der 10. Legislaturperiode (2024–2029) Mitglied im Ausschuss für auswärtige Angelegenheiten und im Unterausschuss für Sicherheit und Verteidigung sowie stellvertretendes Mitglied im Ausschuss für Wirtschaft und Währung, im Ausschuss für Industrie, Forschung und Energie und im Unterausschuss für Steuerfragen. Er ist zudem stellvertretender Vorsitzender seiner Fraktion GUE/NGL.